# Rothia (noctuídeos)
Rothia (Arctiidae) é um gênero de traça pertencente à família Arctiidae.